# Ait Mimoune
Ait Mimoune (en àrab آيت ميمون, Āyt Mīmūn; en amazic ⴰⵢⵜ ⵎⵉⵎⵓⵏ) és una comuna rural de la província de Khémisset, a la regió de Rabat-Salé-Kenitra, al Marroc. Segons el cens de 2014 tenia una població total de 8.486 persones.